# Nordlig näbbval
Nordlig näbbval även dögling eller flasknosval (Hyperoodon ampullatus) är en art i familjen näbbvalar (Ziphiidae). På grund av att arten förekommer i europeiska havsområden är den bättre utforskad än andra arter i samma familj. Arten förekommer tillfälligt i Sverige, men reproducerar sig inte. Inga underarter finns listade.

## Utbredning
Denna näbbval lever i kalla och tempererade regioner av Atlanten. Utbredningsområdet sträcker sig från Davis Strait och kustlinjen av Nova Scotia över Island och Färöarna till Svalbard och Storbritannien. I mellersta Atlanten förekommer den huvudsakligen kring Azorerna. I sällsynta fall iakttas arten i Nordsjön och 1993 hittades en död individ i Östersjön. Allmänt är arten vanligare i kalla havsområden. Nordlig näbbval utför även vandringar. Under våren och tidig sommar vandrar den till kallare regioner och på sensommaren flyttar arten söderut.
Särskilt många exemplar besöker en djuphavsravin (The Gully, på engelska) som ligger cirka 160 km öster om Nova Scotia i norra Atlanten.

## Utseende
Nordlig näbbval når vanligtvis en längd mellan 6 och 8 meter och blir ibland 9 meter eller nästan 10 meter lång. Hanar är något större än honor. De har ett stort avrundat huvud och en kort nos. Kroppsfärgen är hos unga individer brunaktig och hos vuxna djur gulaktig till grå. Stjärtfenorna är korta och slutar i en spets. Den skäraformiga ryggfenan sitter särskilt långt bakåt.

## Ekologi och föda
Födan består huvudsakligen av bläckfiskar. Ibland äter nordlig näbbval även fiskar, sjöstjärnor och sjögurkor. Jakten sker i djupa havsområden längre bort från kusterna med hjälp av ekolokalisering. När arten dyker kan den nå ett djup av 1000 meter.
Nordlig näbbval är ett socialt djur med individer som lekar med varandra och som hoppar ofta.